# Michele Saponaro
Michele Saponaro (San Cesario di Lecce, 2 gennaio 1885 – Milano, 28 ottobre 1959) è stato uno scrittore e biografo italiano.

## Biografia
Dopo un inizio in stile verista, nel quale scrisse Le novelle del verde (Napoli, Bideri, 1908, che ebbero la presentazione di Luigi Capuana), e la raccolta di novelle autobiografiche Rosolacci (Ancona, Puccini, 1912), si cimentò nel romanzo, con La vigilia (1914), Peccato (Milano, Treves, 1919), Un uomo: l'adolescenza (1924, 1925, 1983), Io e mia moglie (1928, 1929, 1930)), Il cerchio magico (1939), e numerosi altri.
Lavorò per un certo periodo a Milano, alla Biblioteca Braidense, per divenire poi collaboratore della Rivista d'Italia e del Corriere della Sera.
Passò poi ad occuparsi di biografie di illustri personaggi italiani, tra cui Vita amorosa ed eroica di Ugo Foscolo (1938), Carducci (1940), Leopardi (1941), Mazzini (1943), Michelangelo (1947), quasi tutti per la casa editrice Garzanti di Milano. La maggior notorietà gli arrivò però con la discussa Vita di Gesù (1949), che suscitò ampie polemiche.
Saponaro riposa al Rialzato AB di Ponente del Cimitero Monumentale di Milano, nella tomba 1591.